# Anton Lorenz GmbH
Die Anton Lorenz GmbH aus Huchem-Stammeln, Kreis Düren, Nordrhein-Westfalen war ein Hersteller von Parkettböden.
Die Firma Lopark, zusammengesetzt aus dem Namen Lorenz und dem Begriff Parkett, wurde 1870 als Sägewerk in Lich-Steinstraß zur Produktion von Besenstielen gegründet. Seit 1956 wurde auch Parkett hergestellt. Zwischen 1974 und 1984 siedelte das Werk nach Huchem-Stammeln um, da der bisherige Standort dem Tagebau Hambach zum Opfer fiel.
Im eigenen Sägewerk wurden im Jahr ca. 35.000 Festmeter Eichen-Rundholz eingeschnitten, und zwar für den Innenausbau, die Möbelindustrie, den Schreinereibedarf sowie für Holz- und Baustoffhändler und die Parkettproduktion. In der Parkettfabrik betrug die Produktion eines Jahres rund 800.000 m². Geschäftsführer waren zuletzt Renate und Wolfgang Wetzler.
Die Firma Anton Lorenz GmbH hatte einige Jahre nach der Jahrtausendwende den größten Auftrag für ein Einzelprojekt weltweit erhalten. Zirka 95.000 Quadratmeter (etwa die Fläche von 13 Fußballfeldern) Parkett wurden im Burj Khalifa, dem schon weit vor seiner Fertigstellung höchsten Gebäude der Welt, mit einem extra für diesen Zweck entwickelten Parkett aus dem  südamerikanischen Edelholz Muiracatiara (Urunday) ausgestattet. Für die Ausstattung der 900 Eigentumswohnungen, verteilt auf 100 Etagen in dem Gebäude, wurden mindestens 2.000 m³ Rohholz (Decklage - Muiratcatiara, Gegenzug - Nussbaum und Eiche) benötigt.
Trotz, vielleicht sogar wegen des gewaltigen Auftrags kam das Unternehmen gegen Ende des Jahrzehnts in wirtschaftliche Schwierigkeiten. Der Insolvenzverwalter äußerte sich in der Rückschau, man habe „die Stammkundschaft wohl vernachlässigt“. Das Sägewerk wurde zum 30. September 2009 geschlossen. Am 26. Mai 2010 stellte das Unternehmen einen Insolvenzantrag. Da kein Käufer für Lopark gefunden wurde, wurde der Betrieb nach Abwicklung der Restgeschäfte im November 2010 eingestellt. Im Anschluss übernahm die Firma Parkett Franz die Parkett-Restbestände und verkaufte diese sowie Parkett aus eigener Herstellung im alten Firmengebäude in Huchem-Stammeln.